# Seaview Range
Seaview Range är en bergskedja i Australien. Den ligger i delstaten Queensland, omkring 1 200 kilometer nordväst om delstatshuvudstaden Brisbane.
I omgivningarna runt Seaview Range växer huvudsakligen savannskog. Runt Seaview Range är det mycket glesbefolkat, med 5 invånare per kvadratkilometer.  Genomsnittlig årsnederbörd är 1 037 millimeter. Den regnigaste månaden är februari, med i genomsnitt 256 mm nederbörd, och den torraste är september, med 4 mm nederbörd.